# Bierzo (Weinbaugebiet)

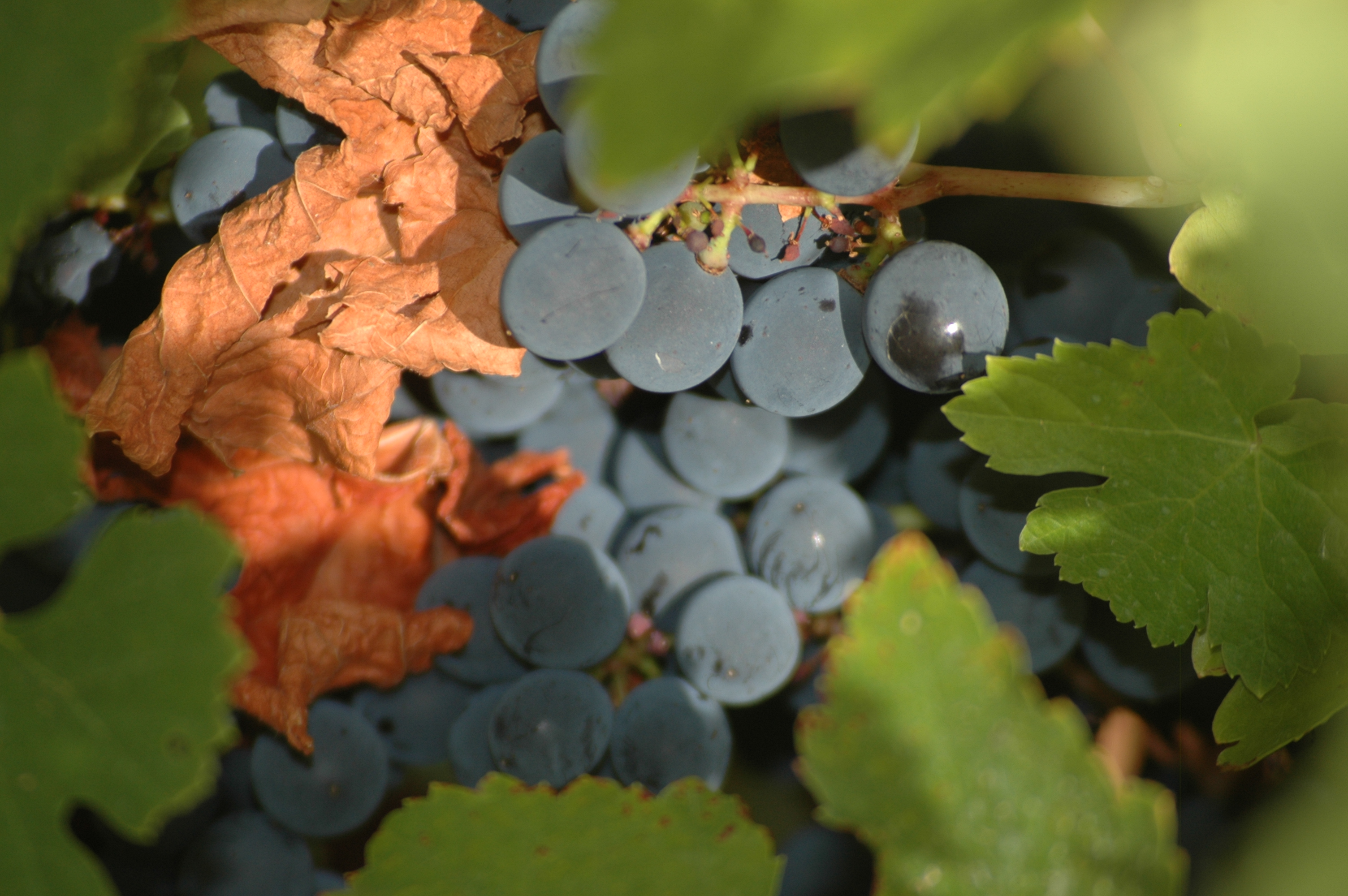
Sorte Mencía

Bierzo ist ein spanisches Weinbaugebiet in der nordwestlichen Region Bierzo, Provinz León, und liegt nahe der portugiesischen Grenze und der Region Galicien. Rund 4274 Hektar bestockter Rebflächen in Höhenlagen zwischen 450 und 1000 m liegen in einem Gebiet nahe dem Fluss Sil sowie diverser Nebentäler um die Gemeinde Cacabelos im Nordwesten der Provinz León. Seit dem Jahr 2000 werden jährlich ca. 6.500.000 Flaschen Wein erzeugt.
Das Gebiet liegt nur unweit von der Appellation Valdeorras entfernt.
Die Böden der Region sind höchst unterschiedlich. In den Tallagen, nahe den Flüssen Sil und Burbia, ist der Boden feucht, schwer und fruchtbar. Weiter oben, an den vielen relativ steilen Hügeln findet man vorwiegend sandige, kalkhaltige Böden. Im Nordwesten, nahe Villafranca del Bierzo und Corullón, ist es hingegen ein Verwitterungsschiefer, auf dem die Reben stehen.
Hauptanbauflächen verteilen sich auf die 23 Ortschaften Arganza, Bembibre, Borrenes, Cabañas Raras, Cacabelos, Camponaraya, Carracedelo, Carucedo, Castropodame, Congosto, Corullón, Cubillos del Sil, Fresnedo, Molinaseca, Noceda, Ponferrada, Priaranza, Puente Domingo Flórez, Sancedo, Toral de los Vados, Vega de Espinareda, Villadecanes und Villafranca del Bierzo.
Insgesamt vermarkten 45 Bodegas die Weine während die Rebflächen von insgesamt über 5.000 Winzern bearbeitet werden. Der Großteil der Weine wird im spanischen Inland verkauft. Nur 6 % sind für den Export bestimmt.
Seit Juni 1988 verfügt das Gebiet über den Status einer D.O. Die Vorschriften werden im Allgemeinen streng überwacht. Im Jahrgang 2003 wurden fast 15 % der geernteten Menge nicht für die Appellation zugelassen, im Jahr 2002 immerhin 43 %.
Siehe auch den Artikel Weinbau in Spanien.

## Klima
Im Bierzo herrscht ein Mikroklima, das aus dem Aufeinandertreffen des nordwestlichen Seeklimas von Galicien und Asturien mit dem kontinentalen Klima der spanischen Nordmeseta resultiert. Das heißt, es gibt bei viel Sonne genug Regen für die Landwirtschaft, während die Bergketten, deren Spitzen 2.200 Meter erreichen, kalte Winde fernhalten. Folge davon ist ein exzellentes Wachstum von Obst, Gemüse und Wein. Die jährliche Durchschnittstemperatur liegt bei 12,3 °C und im Schnitt fallen hier ca. 720 mm Niederschlag pro Jahr. Die mittlere Sonnenscheindauer liegt bei 2.100–2.200 Stunden/Jahr.

## Weine
Innerhalb des Weinbaugebiets sind alle Weintypen zugelassen, Weißwein spielt hier eine untergeordnete Rolle. Die besten Resultate liefert die Rebsorte Godello. Sie ist jedoch mit einem Anteil von ca. 60 Hektar bestockter Fläche nur selten zu finden. Weitere weiße Sorten sind Doña Blanca, Palomino und Malvasia. Die Sorte Doña Blanca ist dabei die meistangebaute weiße Sorte.
Die Rotweine werden hauptsächlich aus der Sorte Mencía gekeltert. Ihr Anteil an der bestockten Fläche beträgt 65 %. Sie wird teilweise auch mit Garnacha, Merlot, Cabernet Sauvignon und Tempranillo verschnitten. Während der Großteil der Winzer noch rustikale Weine erzeugen, zeigen einige Jungwinzer insbesondere auf den Schieferböden das Potential der Traube Mencía und der Region auf.
Vernachlässigt wird jedoch der Qualitätsanbau von Roséweinen.

## Regulierungsbehörde
Die Einhaltung der Produktionsbestimmungen werden durch die lokale Regulierungsbehörde, Consejo Regulador überwacht.